# 角田胜次
角田胜次（日语：／ Tsunoda Katsuji，1943年9月28日—2011年2月14日），日本前男子篮球运动员。他曾代表日本参加1964年夏季奥运会男子篮球比赛，获得第十名。退役后他曾担任明治大学女子篮球部的教练。